# Tabrezi Davlatmir
Tabrezi Davlatmir (en tadjik : ‌Табрези Давлатмир) né le 6 juin 1998, est un footballeur international tadjik qui joue pour l'Istiqlol Douchanbé.

## Biographie

### En club
En juin 2016, Davlatmir revient au FC Istiqlol après un prêt avec Barki Tadjik (en). 
Le 9 février 2021, Istiklol confirme que Davlatmir quitte le club pour signer un contrat d'un an avec le club estonien de Narva Trans, club évoluant en Meistriliiga. En novembre 2021, alors qu'il reste encore trois manches de la saison 2021, Davlatmir quitte Narva Trans après l'expiration de son visa de travail.
Le 2 mars 2022, l'Istiqlol confirme que Davlatmir est absent pendant deux mois en raison d'une blessure au genou. Le 31 mars 2022, Istiqlol confirme la signature de Davlatmir.

### Carrière internationale
Davlatmir fait ses débuts en équipe senior le 7 juillet 2016 contre le Bangladesh. 
En janvier 2024, il est titulaire lors de la Coupe d'Asie des nations, à laquelle son pays participe pour la première fois. L'équipe s'illustre en atteignant les quarts de finale.

## Statistiques

### En club
Statistiques au 15 décembre 2023.
| Club              | Saison            | Ligue                                  | Ligue      | Ligue | Coupe nationale | Coupe nationale | Niveau continental | Niveau continental | Autre      | Autre | Total      | Total |
| Club              | Saison            | Championnat                            | Sélections | Buts  | Sélections      | Goals           | Sélections         | Buts               | Sélections | Buts  | Sélections | Buts  |
| ----------------- | ----------------- | -------------------------------------- | ---------- | ----- | --------------- | --------------- | ------------------ | ------------------ | ---------- | ----- | ---------- | ----- |
| Istiqlol          | 2016              | Championnat du Tadjikistan de football | 3          | 0     | 2               | 0               | 0                  | 0                  | 0          | 0     | 5          | 0     |
| Istiqlol          | 2017              | Championnat du Tadjikistan de football | 12         | 0     | 4               | 0               | 1                  | 0                  | 0          | 0     | 17         | 0     |
| Istiqlol          | 2018              | Championnat du Tadjikistan de football | 12         | 0     | 4               | 0               | 2                  | 0                  | 1          | 0     | 19         | 0     |
| Istiqlol          | 2019              | Championnat du Tadjikistan de football | 18         | 0     | 7               | 0               | 0                  | 0                  | 0          | 0     | 25         | 0     |
| Istiqlol          | 2020              | Championnat du Tadjikistan de football | 18         | 1     | 2               | 0               | 3                  | 0                  | 1          | 0     | 24         | 1     |
| Istiqlol          | Total             | Total                                  | 63         | 1     | 19              | 0               | 6                  | 0                  | 2          | 0     | 90         | 1     |
| Narva Trans       | 2021              | Meistriliiga                           | 26         | 0     | 3               | 0               | -                  | -                  | -          | -     | 29         | 0     |
| Istiqlol          | 2022              | Championnat du Tadjikistan de football | 9          | 1     | 3               | 0               | 0                  | 0                  | 0          | 0     | 12         | 1     |
| Istiqlol          | 2023              | Championnat du Tadjikistan de football | 13         | 0     | 4               | 1               | 6                  | 0                  | 1          | 0     | 24         | 1     |
| Istiqlol          | Total             | Total                                  | 22         | 1     | 7               | 1               | 6                  | 0                  | 1          | 0     | 36         | 2     |
| Total de carrière | Total de carrière | Total de carrière                      | 112        | 2     | 28              | 1               | 12                 | 0                  | 3          | 0     | 155        | 3     |

### Comme international
Statistiques au 28 janvier 2024.
| Équipe du Tadjikistan de football | Équipe du Tadjikistan de football | Équipe du Tadjikistan de football |
| Année                             | Sélections                        | Buts                              |
| --------------------------------- | --------------------------------- | --------------------------------- |
| 2016                              | 1                                 | 0                                 |
| 2017                              | 0                                 | 0                                 |
| 2018                              | 4                                 | 0                                 |
| 2019                              | 7                                 | 0                                 |
| 2020                              | 2                                 | 0                                 |
| 2021                              | 6                                 | 0                                 |
| 2022                              | 2                                 | 0                                 |
| 2023                              | 6                                 | 0                                 |
| 2024                              | 3                                 | 0                                 |
| Total                             | 31                                | 0                                 |

## Palmarès

### Avec l'Istiqlol Douchanbé
- Championnat du Tadjikistan de football (7) : 2016[7], 2017[8], 2018[9], 2019[10], 2020[11], 2022[12],  2023[13]
- Coupe du Tadjikistan de football (4) : 2016[14], 2018, 2019[15], 2023[16]
- Supercoupe du Tadjikistan de football (2) : 2018[17], 2020[18]

### Avec l'équipe nationale du Tadjikistan
- King's Cup : 2022[19]